# 江湖最後一個大佬
《江湖最後一個大佬》是一部上映於1990年的香港江湖電影，由沈威執導，黃少俊監製，並由柯俊雄、周星馳、午馬、成奎安、吳孟達、沈威主演。此電影在香港戲院上映時被列為三級片。

## 劇情簡介
黑社會龍頭老大方叔（柯俊雄飾），十五年監禁刑滿出獄，兒子阿星（周星馳飾）在獄外迎接，唯獨不見女兒阿麗（龔嘉玲飾）；百般追問之下，才知道阿麗與友人在酒店，不肯回家。兩人到了酒店時已人去樓空，但在咖啡廳巧遇方叔昔日手下阿達（吳孟達飾），並接受應邀至與其他舊屬的接風晚宴。大夥言談間得知舊部屬皆已轉從正業，而阿麗的男友Jason（吳少雄飾）竟是美國華青幫幫派份子；眾人譁然，支持方叔約其出來談判，最後雙方不歡而散，為日後衝突埋下起點……

## 演員表
| 演員        | 角色           | 粵語配音 | 備註 |
| 柯俊雄      | 方叔           |          | 阿星、阿麗的父親；原黑社會頭目，替眾兄弟頂罪，被判入獄15年                                                                                         |
| 周星馳      | 阿星           | 林保全   | 方叔的兒子，阿麗的弟弟；方叔入獄時七歲，長大在餐廳打工；女友亦被Jason綁架                                                                          |
| 午馬        | 老馬           | 源家祥   | 方叔昔日手下；方叔入獄後改行做警察，抑不顧臨退休之際幫助方叔                                                                                       |
| 成奎安      | 傻芬           | 馮永和   | 方叔昔日手下；脾氣火爆；方叔入獄後改行賣豬肉 Jason原計劃把老江湖殺害後把他留下，但阿安認為如果殺了方叔會引發軒然大波，計畫讓他受苦，派人廢去其雙腿 |
| 吳孟達      | 阿達           | 張炳強   | 方叔昔日手下；為救阿麗，與敵同歸於盡，並炸燬製毒工場                                                                                               |
| 沈威        | 師爺威         | 盧雄     | 方叔昔日手下；方叔入獄後改行開蛇鋪，助方叔搶劫Jason毒品時被槍殺身亡                                                                                |
| 鬼塚        | 阿安           | 林保全   | 華青幫骨幹，Jason的手下，為人城府深；設局讓大傻永久傷殘，後被阿威和阿達抓住逼問毒品下落，在蛇鋪被毒蛇咬死                                          |
| 羅維        | Jason上司      | 源家祥   | 毒販頭目，Jason之上司；對Jason因女子之事與一眾老黑幫起衝突不滿，派兩個高手監視Jason的活動                                                          |
| 吳少雄      | Jason          | 陳永信   | 新晉黑幫華青幫的主事人；為人心狠手辣，釀成新老黑幫間血腥爭鬥之始作俑者，最終被阿麗槍殺身亡                                                         |
| 龔嘉玲      | 阿麗           | 曾慶珏   | 方叔之女兒，阿星之姐姐；自小對父親充滿成見（其最後和好），為了生存投靠黑幫頭目Jason                                                                |
| 周比利      | 張國華         |          | 阿玲的大哥；跌打醫生，功夫高強；為救妹妹，在製毒工場與對方高手展開連番血戰，最终被杀                                                               |
| 米奇        | 肥仔雄         | 張炳強   | 方叔昔日手下；身患絕症，在助方叔救女之事上表現猶豫                                                                                                 |
| 夏志珍      | 黑幫打手（女） |          | 毒販頭子派來監視和幫助Jason，後被國華打死 |
| 艾迪.马希尔 | 黑幫打手（男） |          | 毒販頭子派來監視和幫助Jason，雖然殺死國華，但亦身受重傷，在阿達炸毁製毒工場時被炸死                                                                |
| 何潔        | 阿玲           |          | 張國華之妹，阿星女友；遭Jason綁架要脅方叔 |
| 劉桂芳      | 李氏           |          | 方叔亡妻 |